# Emi Koussi
Emi Koussi (também conhecido como Emi Koussou) é um vulcão de alto escudo piroclástico que fica no extremo sudeste das montanhas Tibesti, no Saara central, na região norte de Borkou, no norte do Chade. A montanha mais alta do Saara, o vulcão é um dos vários na cordilheira do Tibesti e atinge uma elevação de 3.415 metros, subindo 3 km acima das planícies de arenito circundantes. O vulcão tem 60–70 quilômetros de largura e um volume de 2.500 quilômetros cúbicos.
Duas caldeiras aninhadas cobrem o vulcão, sendo a externa cerca de 15 por 11 quilômetros de tamanho. Dentro dela, no lado sudeste, está uma caldeira menor conhecida como Era Kohor, com cerca de 2 quilômetros de largura e 350 metros de profundidade. Numerosos domos de lava, cones de cinzas, maars e fluxos de lava são encontrados dentro das caldeiras e ao longo dos flancos externos do escudo. Era Kohor contém depósitos de trona, e Emi Koussi foi estudado como um análogo do vulcão marciano Elysium Mons. Emi Koussi estava ativo há mais de um milhão de anos, mas algumas erupções podem ser mais recentes, e há atividade fumarólica e de fontes termais em andamento.

## Geologia
A atividade tectônica parece ter ocorrido no Tibesti já entre o Carbonífero e o Cretáceo, ou seja, entre 358,9 ± 0,4 e 66 milhões de anos atrás. Durante o estágio inicial do vulcanismo no Tibesti, os basaltos alcalinos formaram grandes planaltos. Mais tarde, os vulcões centrais se desenvolveram no topo desses planaltos. O vulcanismo no Tibesti foi explicado com uma pluma de manto, como foi proposto para outros vulcões africanos, embora recentemente os efeitos tectônicos da colisão entre a África e a Europa e seus efeitos à distância também tenham sido avançados como uma explicação.
As rochas mais antigas abaixo do Tibesti são dioritos, granitos e xistos pré-cambrianos, que provavelmente são de idade neoproterozoica e são diferenciadas em duas unidades. As rochas vulcânicas repousam sobre um embasamento elevado formado por arenito cretáceo e paleozoico. O último aflora no sopé sudoeste de Emi Koussi, enquanto as rochas vulcânicas dominam o norte do vulcão, e o maciço do Tibesti prevalece a leste e sudeste de Emi Koussi. Rochas vulcânicas mais antigas estão expostas em vales.
Emi Koussi entrou em erupção fonolito, traquiandesito e traquito, bem como rochas máficas como basanito e tefrito. As rochas em erupção definem duas suítes alcalinas. A química e o conteúdo dos fenocristais variam entre as várias rochas; entre os minerais estão feldspato alcalino, anfibólio, biotita, clinopiroxênio, olivina, óxidos e plagioclásio. Feldspato alcalino, apatita, clinopiroxênio, olivina, magnetita, mica, nefelina, óxidos, plagioclásio, quartzo, sodalita, titanita e zircão também formam a massa fundamental de micrólitos em rochas em erupção. A gênese do magma envolveu principalmente processos de cristalização fracionada. As rochas de Emi Koussi foram utilizadas como matéria-prima pelas sociedades neolíticas da região.
Durante o início do Holoceno, a Era Kohor foi preenchida com um lago profundo e circular. Camadas de diatomáceas foram encontradas 125 metros acima do solo da Era Kohor e em depressões sem saída em outras partes da caldeira, elas atingem espessuras de 4 a 5 metros. Mais abaixo na montanha, ravinas começam a aparecer a 2.800 metros de altitude e se tornam desfiladeiros profundos em 2 mil a 2.500 metros de altitude. Elleboe wadi origina-se em Emi Koussi, e vários riachos no flanco ocidental juntam-se ao Enneri Miski que drena para o sul e desaparece ao sul das montanhas. Pequenas poças de água são encontradas ao redor de Emi Koussi.